# Halone flavinigra
Halone flavinigra är en fjärilsart som beskrevs av George Francis Hampson 1907. Halone flavinigra ingår i släktet Halone och familjen björnspinnare. Inga underarter finns listade i Catalogue of Life.